# Heliopolis Facula
L'Heliopolis Facula è una struttura geologica della superficie di Ganimede.